# Nowy Świat (powiat leszczyński)
Nowy Świat – osada leśna w Polsce położona w województwie wielkopolskim, w powiecie leszczyńskim, w gminie Rydzyna.
W latach 1975–1998 miejscowość należała administracyjnie do województwa leszczyńskiego.